# Вера, Фаусто
Фаусто Мариано Вера (исп. Fausto Mariano Vera; род. 26 марта 2000, Урлингам, Буэнос-Айрес) — аргентинский футболист, полузащитник клуба «Коринтианс».

## Клубная карьера
Вера — воспитанник клуба «Архентинос Хуниорс». 12 ноября 2018 года в матче против «Тигре» он дебютировал в аргентинской Примере. 7 марта 2020 года в поединке против «Росарио Сентраль» Фаусто забил свой первый гол за «Архентинос Хуниорс».

## Международная карьера
В 2017 году Вера принял участие в юношеском чемпионате Южной Америки в Чили. На турнире он сыграл в матчах против команд Венесуэлы, Перу и Бразилии.
В 2019 года в составе молодёжной сборной Аргентины Вера принял участие в молодёжном чемпионате Южной Америки в Чили. На турнире он сыграл в матчах против Перу, Венесуэлы, Бразилии, Эквадора и дважды Уругвая. 
В том же году Вера принял участие в молодёжном чемпионате мира в Польше. На турнире он сыграл в матчах против команд Португалии, Южной Кореи и Мали.
В 2019 году Вера в составе олимпийской сборной Аргентины стал победителем Панамериканских игр в Перу. На турнире он сыграл в матчах против команд Эквадора, Мексики, Панамы, Уругвая и Гондураса. В поединке против гондурасцев Фаусто забил гол.
В 2021 году в составе олимпийской сборной Аргентины Вера принял участие в Олимпийских играх в Токио. На турнире он сыграл в матчах против сборных Австралии, Египта и Испании.

## Достижения
Международные
Аргентина (до 23)
- Победитель Панамериканских игр — 2019